# Копаєнко Іван Павлович
Іван Павлович Копаєнко (нар. 9 вересня 1934, Першокостянтинівка) — український живописець і графік; член Спілки художників України з 1968 року. Заслужений художник України з 2006 року, заслужений діяч мистецтв АРК з 2000 року.

## Біографія
Народився 9 вересня 1934 року в селі Першокостянтинівці (тепер Чаплинський район Херсонської області, Україна). 1957 року закінчив Сімферопольське художнє училище, у 1964 році — Московський поліграфічний інститут (викладачі Валеріан Житеньов, Май Мітурич, Андрій Гончаров).
Учасник всеукраїнських, всесоюзних і зарубіжних мистецьких виставок з 1965 року. Персональні — у Сімферополі (1965—1966, 1975, 1997, 2004, 2009), Севастополі (1976), Бахчисараї (2005).
Жив в Сімферополі, в будинку на вулиці Київській, 121, квартира 75.

## Творчість
Працює в галузі станкової та книжкової графіки. Автор тематичних картин, пейзажів. Твори:
графіка
- серії — «Карпати» (1959), «Аварські мотиви» (1966—1969), «Сонячні гори» (1967), «Була війна» (1968), «Море і гори» (1969), «Морське каміння» (1969—1970), «Літературними місцями Криму» (1971), «Кримські пейзажі» (1975); «В Алупці» (1965), «Вечірні гори Судака» (1966), «Береговий хребет» (1967), «Автопортрет» (1969), «Ялівці на кам'янистому березі» (1970), «Лісова дорога» (1979), «Білі скелі Тарханкута» (1980), «У Західному Криму» (1984), «Морський пейзаж» (1989), «Гурзуф» (1990);
- цикли — «Тарханкут» (1970—1971), «Дагестан» (1972), «Спогади про Північ» (1974; 2004), «Земля і люди Криму» (1975), «Башкирські зустрічі» (1983—1984), «Полісся. Білорусія» (1985), «Чорне море» (1988–1989), «Поїздка в Коктебель» (2000–2001);

живопис
- «Лісова дорога», «Лісовий заповідник» (обидва — 1979), «Мереживо жовтня» (1989), «Над Форосом» (1997), «Коктебельська затока» (2008), «Яничари» (2009);
- триптихи — «Пам'яті Перекопа» (1967), «Уклін православ'ю» (1997—2003).